# Баскетболист года конференции Pacific-12
Баскетболист года конференции Pacific-12 (англ. Pacific-12 Conference Men's Basketball Player of the Year) — ежегодная баскетбольная награда, вручаемая по результатам голосования лучшему баскетболисту среди студентов конференции Pacific-12, входящей в первый дивизион NCAA. Голосование проводится среди главных тренеров команд, входящих в эту конференцию (на данный момент их двенадцать), к тому же свои голоса тренеры подают после окончания регулярного чемпионата, но перед стартом плей-офф, то есть в начале марта, причём они не могут голосовать за своих собственных игроков. Награда была учреждена и впервые вручена Рону Ли из Орегонского университета в сезоне 1975/76 годов.
С 1976 по 1978 годы конференция называлась Pacific-8, по количеству команд, входивших в её состав. В 1978 году, после присоединения к ней ещё двух команд, Аризонского университета и университета штата Аризона, она стала называться Pacific-10 (1978—2011). В 2011 году в её состав были включены ещё две команды, Колорадский университет в Боулдере и университет Юты, после чего её переименовали в Pacific-12.
Лишь два игрока, Дэвид Гринвуд и Шон Эллиотт, получали этот приз дважды. Четыре баскетболиста, Шариф Абдур-Рахим, Кевин Лав, Деандре Эйтон и Эван Мобли, становились победителями этой номинации, будучи первокурсниками. Один раз лауреатами этого трофея стали два игрока (1995). Чаще других обладателями этой награды становились баскетболисты Аризонского университета (11 раз), университета Калифорнии в Лос-Анджелесе (8 раз), университета Калифорнии в Беркли (7 раз) и Орегонского университета (6 раз).

## Легенда
|           | Сообладатели награды |
| *         | Становились лауреатами Приза Джеймса Нейсмита (1969—) или Приза Джона Вудена (1977—), либо признавались баскетболистом года среди студентов по версии UPI (1955—1996) или Helms Foundation (1905—1979) |
| Игрок (X) | Количество титулов |

## Победители
| Сезон   | Игрок | Фото | Университет | Позиция | Год обучения | Примечания |
| ------- | --- | --- | --- | --- | --- | --- |
| 1975/76 | Рон Ли | | Орегонский университет | Разыгрывающий защитник | Четвёртый | |
| 1976/77 | Маркес Джонсон* | | Калифорнийский университет в Лос-Анджелесе                                                                                              | Лёгкий форвард / Атакующий защитник | Четвёртый | |
| 1977/78 | Дэвид Гринвуд | | Калифорнийский университет в Лос-Анджелесе                                                                                              | Тяжёлый форвард | Третий | |
| 1978/79 | Дэвид Гринвуд (2) | | Калифорнийский университет в Лос-Анджелесе                                                                                              | Тяжёлый форвард | Четвёртый | |
| 1979/80 | Дон Коллинз | | Университет штата Вашингтон | Лёгкий форвард / Атакующий защитник | Четвёртый | |
| 1980/81 | Стив Джонсон | | Университет штата Орегон | Центровой | Четвёртый | |
| 1981/82 | Лестер Коннер | | Университет штата Орегон | Разыгрывающий защитник / Атакующий защитник                                                                                             | Четвёртый | |
| 1982/83 | Кенни Филдс | | Калифорнийский университет в Лос-Анджелесе                                                                                              | Лёгкий форвард | Третий | |
| 1983/84 | Эй Си Грин | | Университет штата Орегон | Тяжёлый форвард / Лёгкий форвард | Третий | |
| 1984/85 | Уэйн Карландер | | Университет Южной Калифорнии | Тяжёлый форвард | Четвёртый | |
| 1985/86 | Кристиан Вельп | | Вашингтонский университет | Центровой | Третий | |
| 1986/87 | Хосе Ортис | | Университет штата Орегон | Тяжёлый форвард | Четвёртый | |
| 1987/88 | Шон Эллиотт | | Аризонский университет | Лёгкий форвард | Третий | |
| 1988/89 | Шон Эллиотт* (2) | | Аризонский университет | Лёгкий форвард | Четвёртый | |
| 1989/90 | Гэри Пэйтон | | Университет штата Орегон | Разыгрывающий защитник | Четвёртый | |
| 1990/91 | Террелл Брэндон | | Орегонский университет | Разыгрывающий защитник | Третий | |
| 1991/92 | Гарольд Майнер | | Университет Южной Калифорнии | Атакующий защитник / Разыгрывающий защитник                                                                                             | Третий | |
| 1992/93 | Крис Миллс | | Аризонский университет | Лёгкий форвард | Четвёртый | |
| 1993/94 | Джейсон Кидд | | Калифорнийский университет в Беркли | Разыгрывающий защитник | Второй | |
| 1994/95 | Эд О'Бэннон* | | Калифорнийский университет в Лос-Анджелесе                                                                                              | Лёгкий форвард / Атакующий защитник | Четвёртый | |
| 1994/95 | Дэймон Стадемайр | | Аризонский университет | Разыгрывающий защитник | Четвёртый | |
| 1995/96 | Шариф Абдур-Рахим | | Калифорнийский университет в Беркли | Тяжёлый форвард / Лёгкий форвард | Первый | |
| 1996/97 | Эд Грей | | Калифорнийский университет в Беркли | Атакующий защитник | Четвёртый | |
| 1997/98 | Майк Бибби | | Аризонский университет | Разыгрывающий защитник | Второй | |
| 1998/99 | Джейсон Терри | | Аризонский университет | Атакующий защитник / Разыгрывающий защитник                                                                                             | Четвёртый | |
| 1999/00 | Эдди Хаус | | Университет штата Аризона | Атакующий защитник / Разыгрывающий защитник                                                                                             | Четвёртый | |
| 2000/01 | Шон Лэмпли | | Калифорнийский университет в Беркли | Лёгкий форвард | Четвёртый | |
| 2001/02 | Сэм Клэнси | | Университет Южной Калифорнии | Тяжёлый форвард | Четвёртый | [ 1 ] |
| 2002/03 | Люк Риднур | | Орегонский университет | Разыгрывающий защитник / Атакующий защитник                                                                                             | Третий | [ 2 ] |
| 2003/04 | Джош Чилдресс | | Стэнфордский университет | Лёгкий форвард / Атакующий защитник | Третий | [ 3 ] |
| 2004/05 | Ике Диогу | | Университет штата Аризона | Тяжёлый форвард | Третий | [ 4 ] |
| 2005/06 | Брэндон Рой | | Вашингтонский университет | Атакующий защитник | Четвёртый | [ 5 ] |
| 2006/07 | Аррон Аффлало | | Калифорнийский университет в Лос-Анджелесе                                                                                              | Атакующий защитник / Лёгкий форвард | Третий | [ 6 ] |
| 2007/08 | Кевин Лав | | Калифорнийский университет в Лос-Анджелесе                                                                                              | Тяжёлый форвард / Центровой | Первый | [ 7 ] |
| 2008/09 | Джеймс Харден | | Университет штата Аризона | Атакующий защитник | Второй | [ 8 ] |
| 2009/10 | Джером Рэндл | | Калифорнийский университет в Беркли | Разыгрывающий защитник | Четвёртый | [ 9 ] |
| 2010/11 | Деррик Уильямс | | Аризонский университет | Тяжёлый форвард | Второй | [ 10 ] |
| 2011/12 | Хорхе Гутьеррес | | Калифорнийский университет в Беркли | Разыгрывающий защитник / Атакующий защитник                                                                                             | Четвёртый | [ 11 ] |
| 2012/13 | Аллен Крэбб | | Калифорнийский университет в Беркли | Атакующий защитник | Третий | [ 12 ] |
| 2013/14 | Ник Джонсон | | Аризонский университет | Разыгрывающий защитник / Атакующий защитник                                                                                             | Третий | [ 13 ] |
| 2014/15 | Джозеф Янг | | Орегонский университет | Разыгрывающий защитник | Четвёртый | [ 14 ] |
| 2015/16 | Якоб Пёлтл | | Университет Юты | Центровой | Второй | [ 15 ] |
| 2016/17 | Диллон Брукс | | Орегонский университет | Лёгкий форвард | Третий | [ 16 ] |
| 2017/18 | Деандре Эйтон | | Аризонский университет | Тяжёлый форвард / Центровой | Первый | [ 17 ] |
| 2018/19 | Джейлен Науэлл | | Вашингтонский университет | Атакующий защитник | Второй | [ 18 ] |
| 2019/20 | Пэйтон Притчард | | Орегонский университет | Разыгрывающий защитник | Четвёртый | [ 19 ] |
| 2020/21 | Эван Мобли | | Университет Южной Калифорнии | Тяжёлый форвард | Первый | [ 20 ] |
| 2021/22 | Беннедикт Матурин | | Аризонский университет | Атакующий защитник / Лёгкий форвард | Второй | [ 21 ] |
| 2022/23 | Хайме Хакес | | Калифорнийский университет в Лос-Анджелесе                                                                                              | Атакующий защитник / Лёгкий форвард | Четвёртый | [ 22 ] |
| 2023/24 | Калеб Лав | | Аризонский университет | Атакующий защитник | Четвёртый | [ 23 ] |
| 2024/25 | В этом сезоне турнир в конференции Pac-12 не проводился, так как 2 августа 2024 года состав конференции покинули 10 из 12 её участников | В этом сезоне турнир в конференции Pac-12 не проводился, так как 2 августа 2024 года состав конференции покинули 10 из 12 её участников | В этом сезоне турнир в конференции Pac-12 не проводился, так как 2 августа 2024 года состав конференции покинули 10 из 12 её участников | В этом сезоне турнир в конференции Pac-12 не проводился, так как 2 августа 2024 года состав конференции покинули 10 из 12 её участников | В этом сезоне турнир в конференции Pac-12 не проводился, так как 2 августа 2024 года состав конференции покинули 10 из 12 её участников | В этом сезоне турнир в конференции Pac-12 не проводился, так как 2 августа 2024 года состав конференции покинули 10 из 12 её участников |